# گیل پیترز
گیل پیترز (به انگلیسی: Gail Peters) (زادهٔ ۲۳ ژوئن ۱۹۲۹) شناگر اهل ایالات متحده آمریکا است.